# Bandera de Colldejou
La bandera oficial de Colldejou té la següent descripció:
Apaïsada, de proporcions dos d'alt per tres de llarg, blanca, amb una faixa vermella, de gruix 1/6 de l'alçària del drap posada a 1/4 de la vora superior i una altra igual verd fosc a 1/4 de la vora inferior.
Va ser aprovada el 8 de febrer de 2005 i publicada al DOGC el 2 de març del mateix any amb el número 4334.